# Calamonastides gracilirostris
Calamonastides gracilirostris là một loài chim trong họ Acrocephalidae.